# 거제부도
거제부도(巨濟府圖)는 부산광역시 서구, 동아대학교 석당박물관에 있는 조선시대 19세기에 제작된 군현지도이다. 2014년 1월 22일 부산광역시의 유형문화재 제135호로 지정되었다.

## 개요
이 작품은 19세기에 제작된 군현지도로 거제도를 중심으로 주변 군현을 8폭의 병풍에 담은 지도와 풍속화가 결합되는 형태의 회화식 지도이다. 수리한 흔적은 없으며, 보존상태는 양호하다. 제1폭에 대마도계(對馬島界), 제7폭에 웅천계(熊川界), 통영계(統營界), 제8폭에 창원계(昌原界)를 담고, 화면의 중앙격인 4폭과 5폭에는 거제도의 중앙 관청을 그렸다. 사방에서 중앙 관청으로 이르는 길을 붉은 선으로 자세하게 그렸고, 화면 오른쪽의 지세가 왼쪽 보다 높은 산들이 많이 묘사되어 지형적 특성을 잘 반영하였음을 알 수 있다.
화면 구성은 관아가 있는 읍치를 화면의 중앙에 배치하고 상하좌우 각 방향으로 산봉우리를 높이듯이 그리는 개화식(開花式) 구성 방식을 사용하였다. 산등성이를 따라 소나무를 촘촘히 배열하였고 화면 좌측에 많이 그려진 산은 피마준(披麻皴)을 사용하여 산 표면의 질감을 표현하였다. 또한 행정 지명이 매우 상세히 수록되어 있으며, 여백을 이용하여 각 방면 등의 지명도 기재하였다.
동아대학교박물관 소장 거제부도는 조선 후기 수군의 모습과 거제도를 중심으로 주변 군현을 살필 수 있는 자료이며, 행정 지명 등이 매우 상세히 수록되어 있어 당시 거제도의 지리와 현상을 잘 파악할 수 있는 귀중한 작품이다.

## 참고 자료
- 거제부도 - 국가유산청 국가유산포털